# 世界名作童話 おやゆび姫
- 東映まんがまつり > 世界名作童話 おやゆび姫
- 親指姫 > 世界名作童話 おやゆび姫

『世界名作童話 おやゆび姫』（せかいめいさくどうわ おやゆびひめ、英語表記：The Thumbelina）は、1978年3月18日公開の「東映まんがまつり」内で上映された、東映動画製作によるアニメーション映画。カラー。64分。
キャッチコピーは「ちいさなちいさなおやゆび姫の大きな旅」。

## 概要
ハンス・クリスチャン・アンデルセン原作の「親指姫」をアニメ化した作品。アンデルセン原作の東映長編アニメは、1968年春の『アンデルセン物語』（長編アニメ版）、1975年春の『アンデルセン童話 にんぎょ姫』、1977年春の『世界名作童話 白鳥の王子』に続いて4作目。
キャラクターデザインは漫画家・手塚治虫が担当、手塚の東映長編アニメ製作参加は1963年12月公開の『わんわん忠臣蔵』以来15年振り。また、手塚の推薦で、かつて虫プロダクションに所属していた中村和子が作画監督補佐を担当している。
当時のポスターでは今回の「まんがまつり」を「まんがまつり初めてのオール新作大行進!」というキャッチコピーで宣伝していたが、実際は『ダンガードA』のみ副題は添えているもののTVブローアップ版であり、「オール新作」ではない。

## 声の出演
- おやゆび姫：杉山佳寿子
- ブンブー：宮城まり子
- ナレーター / ゲコオ：岸田今日子
- チュミ：野沢雅子
- モグラ：富田耕生
- かえる父さん：永井一郎
- かえる母さん：高橋和枝
- 王子様：小原乃梨子
- はせさん治
- 吉田理保子
- 野村道子
- 山本圭子
- 斉藤昌子

## スタッフ
- 原作：ハンス・クリスチャン・アンデルセン（『親指姫』）
- 製作：今田智憲
- 企画：有賀健、高見義雄
- 製作担当：横井三郎
- 脚本：大藪郁子
- 演出：芹川有吾
- キャラクターデザイン：手塚治虫
- 画面構成：角田紘一
- 作画監督：木野達児
- 作画監督補佐：中村和子
- 美術：福本智雄
- 音楽：菊池俊輔
- 原画：角田紘一、阿部隆、金山通弘　的場茂夫、森英樹、小川明弘、高橋信也、湖川滋、坂本雄作、大工原章
- 動画：坂野隆雄、石山毬緒、小林敏明、金山圭子、服部照夫、薄田嘉信、広田全、田村晴夫、山田みよ、関野郁子、長沼寿美子　布告文、草間真之介、高野登、森本和枝、円山智、谷沢豊、新田敏夫
- トレース：入江三帆子、奥西紀美代、黒沢和子
- 彩色：吉村和子、村田邦子、関口好子、宮城邦子
- ゼログラフ：酒井日出子、茂木明子
- 特殊効果：佐藤章二、林富喜江
- 仕上検査：森田博、新納三郎
- 背景：下川忠海、襟立智子、勝又激、松本健治、田中資幸
- 切り絵：阿久津文雄
- タイトルバック：土田勇
- 記録：伊達悦子
- 仕上進行：平賀豊彦
- 美術進行：鳥本武
- 演出助手：大谷恒清
- 製作進行：佐々木章
- 撮影：町田賢樹、池田重好
- 編集：千蔵豊、鳥羽亮一
- 録音：神原広己
- 音響効果：伊藤道広 (E&M)
- 録音スタジオ：タバック
- 現像：東映化学

## 挿入歌
全て、作詞：武原悦子 / 作曲：菊池俊輔
- 「ゲコゲコソング」（歌：岸田今日子、トリオロスアオニ）
- 「ゆめよいつまでも」（歌：大杉久美子、ウィル・ビーズ）

## 推薦
- 文部省選定
- 日本PTA全国協議会推薦
- 厚生省中央児童福祉審議会推薦
- 映倫青少年映画審議会推薦
- 日本児童文芸家協会推薦
- 東京都知事推奨[1]

## 同時上映
- 惑星ロボ ダンガードA 宇宙大海戦
- キャンディ・キャンディ 春の呼び声
- ジャッカー電撃隊VSゴレンジャー
- 一休さんとやんちゃ姫

## 映像ソフト
- 1988年にビデオソフト化（VHS）されたが廃盤、現在はDVD化はされていない。